# Peregrinus
Nell'antica Roma, il peregrinus era una persona libera che era soggetta al dominio romano senza avere la cittadinanza romana, e dunque era privo di molti diritti riservati ai cives romani e latini. Durante la Repubblica si usava questo termine per indicare anche coloro che non erano soggetti al dominio romano, ma in seguito per questa categoria fu usato il termine "barbaro". Trattandosi di un concetto legato a quello di cittadinanza, un momento importante per la storia dei peregrini è il 212, quando Caracalla promulgò la Constitutio antoniniana con la quale estendeva la cittadinanza a tutti i soggetti liberi dell'Impero.
Nel I e II secolo la maggioranza della popolazione dell'Impero, circa l'80-90%, era formata da peregrini. Tra il 90 e il 49 a.C. tutti gli abitanti dell'Italia avevano ottenuto la cittadinanza romana. Fuori dall'Italia, le province che si trovavano da più tempo sotto il dominio romano probabilmente avevano una maggioranza di cittadini romani entro la fine del principato di Augusto: si tratta della Gallia Narbonense, della Hispania Betica e dell'Africa Proconsolare.
Le province di più recente conquista presentavano invece una minore percentuale di cittadini. Per esempio, si è stimato che i cittadini romani in Britannia intorno all'anno 100 fossero circa 50.000, meno del 3% della popolazione della provincia, pari a circa 1,7 milioni di abitanti. È noto che nel 47, anno dell'ultimo censimento quinquennale preservatosi, i cittadini romani erano appena più di 6 milioni, pari al 9% della popolazione totale di circa 70 milioni di sudditi dell'imperatore Claudio.